# États BASIC

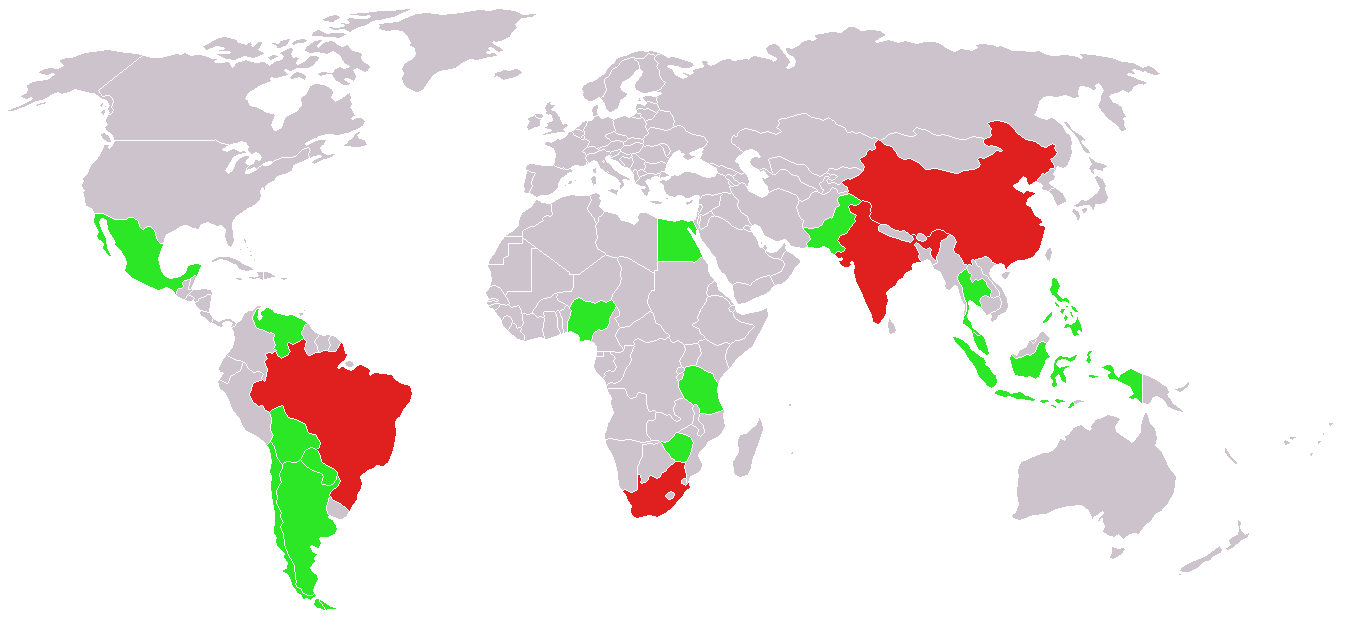
Les États BASIC (en rouge) et les autres pays en développement du G20 (en vert).

Les États BASIC constituent un bloc de quatre grands pays nouvellement industrialisés – le Brésil, l'Afrique du Sud, l'Inde et la Chine – qui se sont réunis par un accord commun le 28 novembre 2009. Les quatre se sont engagés à agir conjointement lors du sommet sur le climat de Copenhague, y compris à un éventuel retrait uni si leur position minimale commune n'était pas respectée par les pays développés. Tous sont membres des BRICS.
Cette alliance géopolitique émergente, initiée et dirigée par la Chine, a ensuite négocié l’accord final de Copenhague avec les États-Unis. Par la suite, le groupe s'efforce de définir une position commune sur les réductions d'émissions et l'argent de l'aide climatique, et tente de convaincre d'autres pays de signer l'accord de Copenhague. Toutefois, en janvier 2010, le groupement a qualifié l'accord de simple accord politique et non juridiquement contraignant, comme le soutiennent les États-Unis et l'Europe.
Les États BASIC ont également déclaré qu'ils annonceraient leurs plans de réduction des émissions de gaz à effet de serre d'ici le 31 janvier 2010, comme convenu à Copenhague. En outre, le groupe a discuté de la possibilité de fournir une aide financière et technique aux pays les plus pauvres du G77 et a promis des détails après sa réunion du Cap en avril 2010. Cette décision visait apparemment à inciter les pays les plus riches à augmenter leur financement pour l’atténuation du changement climatique dans les pays les plus pauvres.
Lors de la réunion d'avril 2010 au Cap, les ministres de l'Environnement des quatre pays ont appelé à un accord mondial juridiquement contraignant sur une action coopérative à long terme dans le cadre de la Convention-cadre des Nations Unies sur les changements climatiques (CCNUCC) et de son Protocole de Kyoto, qui serait conclu lors de la prochaine réunion. Conférence des Nations Unies sur les changements climatiques à Cancun, au Mexique, en novembre 2010, ou au plus tard en Afrique du Sud en 2011, affirmant que la lenteur des progrès législatifs aux États-Unis ne devrait pas dicter le rythme d'un accord mondial. La déclaration du groupe post-réunion a également exigé que les pays développés accordent aux pays en développement « un espace équitable pour le développement » et leur fournissent un soutien financier, technologique et de renforcement des capacités, sur la base de leur « responsabilité historique dans le changement climatique ».
La coopération technique entre les pays semble suivre, puisqu'en mai 2010, l'Afrique du Sud, le Brésil et l'Inde ont annoncé un programme commun pour développer des satellites.

## Voir également
- BRICS
- Superpuissance émergente
- Marchés émergents
- Pays ABC
- Politique du réchauffement climatique
- Coopération Sud-Sud (en)
- Économies émergentes et en pointe (es)
- Liste des regroupements de pays